# Colombier-le-Cardinal
Colombier-le-Cardinal település Franciaországban, Ardèche megyében. Lakosainak száma 335 fő (2022. január 1.). Colombier-le-Cardinal Bogy, Peaugres, Saint-Cyr és Saint-Désirat községekkel határos.

## Népesség
A település népességének változása:
| Lakosok száma | 150  | 146  | 201  | 251  | 275  | 274  | 292  | 318  | 327  | 335  |
|               | 1968 | 1982 | 1990 | 2006 | 2013 | 2015 | 2017 | 2019 | 2020 | 2022 |